# Rabkowicze
Rabkowicze (biał. Рабковічы; ros. Рабковичи) – wieś na Białorusi, w obwodzie brzeskim, w rejonie baranowickim, w sielsowiecie Wolna.
W dwudziestoleciu międzywojennym wieś leżała w Polsce, w województwie nowogródzkim, w powiecie baranowickim.